# 250-е годы до н. э.
250-е (две́сти пятидеся́тые) го́ды до на́шей э́ры по пролептическому юлианскому календарю — промежуток времени с 1 января 259 года до н. э. по 31 декабря 250 года до н. э., включающий с 259 по 251 годы 5-го десятилетия  и 250 год 6-го десятилетия III века 1-го тысячелетия до н. э. Им предшествовали 260-е годы до н. э., за ними следовали 240-е годы до н. э. Они закончились 2275 лет назад.

## Важнейшие события

### 260 до н. э.
- 260 [Полибий. I.21-23] — Консулы Гней Корнелий Сципион Азина (патриций) и Гай Дуилий (плебей).
- 260 — В Риме спущено на воду 120 кораблей. 17 судов заперты карфагенянами у Липары и взяты без боя. Победа римского флота Дуилия над превосходящим карфагенским при Линарских островах (около Мил). Карфагеняне бежали, потеряв до 50 кораблей (почти половина эскадры). Первый триумф за морскую победу (Г.Дуилий). Воздвигнута ростральная колонна в Риме. Изгнание карфагенян с Корсики.
- Битва при Липарских островах в ходе Второй Пунической войны победа карфагенского флота над римским.
- Битва при Милах в ходе Второй Пунической войны — реванш римлян под начальством Гая Дуилия.
- Ок.260 — Каппадокия становится независимой от Селевкидов. Её правителем становится перс Ариарат. Враждебные отношения с Селевкидами.
- 260—255 — Вторая Сирийская война.
- Битва при Чанпине[1][2][3]. Армия китайского царства Цинь побеждает 400-тысячную армию царства Чжао, которая была окружена и голодом принуждена к капитуляции. Циньский полководец Бай Ци вопреки своему обещанию сохранить пленным жизнь, приказал казнить всех сдавшихся чжаоских воинов.

### 259 до н. э.
- 259 [Т.Ливий, кн.17; Полибий. I.24.1-7] — Консулы Луций Корнелий Сципион (патриций) и Гай Аквилий Флор (плебей).
- 259 — Л.Корнелий успешно сражается в Сардинии и Корсике против сардов, корсов и пунийского полководца Ганнона.
- Начало 250-х годов — Морская торговля римлян страдала. Гамилькар в Сицилии постоянно создавал римлянам новые затруднения.
- Начало 250-х годов — Возобновление борьбы за Южную Сирию. Союз Македонии и царства Селевкидов против Египта. Птолемей отвоевал у Антиоха побережье Киликии и Ликии.
- Начало 250-х годов — Поход Антиоха против фракийских галатов и осада им Византия.

### 258 до н. э.
- 258 [Т.Ливий, кн.17; Полибий. I.24.8-13] — Консулы Авл Атилий Калатин (плебей) и Гай Сульпиций Патеркул (патриций). Цензоры Луций Корнелий Сципион (патриций) и Гай Дуилий (плебей). Военный трибун Марк Кальпурний.
- 258 — Битва А.Атилия с пунийцами. Пунийский полководец Ганнон разбит в морской битве и распят собственными воинами.
- 258 — Разгром египетского флота македонским в сражении при Косе. Антигон встаёт во главе Лиги островитян.
- 258 — Антиох освободил граждан Милета от тирана Тимарха. Милетяне прозвали его «Теос».
- 258 — Ан Зыонг-выонг завоевал Ванланг, он входит в состав государства Аулак (дельта и среднее течение Красной реки, районы, прилегающие к реке с юга) со столицей в Колоа.
- 258—207 — Правитель Аулака Ан Зыонг (Тхук Фан). Объединение Намкуонга и Ванланга (часть северного Вьетнама и Гуанси).

### 257 до н. э.
- 257 [Полибий. I.25.1-6] — Консулы Гай Атилий Регул (плебей) и Гней Корнелий Блазион (патриций). Диктатор (№ 72) Квинт Огульний Галл.
- Римляне во главе с Регулом одерживают морскую победу у Тиндариды в ходе 1-й Пунической войны.

### 256 до н. э.
- [Т.Ливий, кн.18; Полибий. I.25.7-31.8] — Консулы Луций Манлий Вольсон Лонг (патриций) и Квинт Цедиций (плебей). Консул-суффект Марк Атилий Регул (вместо Цедиция).
- Римский флот консулов отплыл в Африку (330 судов, 100000 экипажа и 40000 десантного корпуса). При мысе Экноме их встретил карфагенский флот в 350 судов. Победа римского флота над карфагенским в грандиознейшей битве. Карфагеняне потеряли 30 кораблей, 64 взято в плен, римляне — 24. Римская армия высадилась в Клупейской бухте. Захват Регулом нескольких городов, опустошение страны. Римляне направили в Италию около половины армии, с 15000 пехоты Регул стал в Тунете. Карфагеняне вынуждены просить мира, но Регул потребовал неприемлемых условий. Гамилькар прибыл из Сицилии с отборными солдатами. Карфагеняне привлекли множество нумидийских всадников и греческих наёмников.
- 256-ок.240 (256—235) — Наместник Бактрии Диодот.
- Отделение Парфии от государства Селевкидов и образование самостоятельного парфянского государства.
- Падение царства Чжоу. Его присоединение к Цинь.

### 255 до н. э.
- 255 [Полибий. I.32-37] — Консулы Сервий Фульвий Петин Нобилиор (плебей) и Марк Эмилий Павел (патриций).
- 255, весна — Разгром карфагенской армией во главе со спартанцем Ксантиппом армии Марка Атилия Регула. Лишь 2000 римлян спаслись в Клупею, Регул попал в плен. Римляне направили в Клупею флот в 350 судов. У Гермейского мыса они разгромили карфагенский флот (уничтожив 110 кораблей) и достигли Клупея. На обратном пути ужаснейшая буря потопила до 270 кораблей с экипажем. Карфагеняне с крайней жестокостью привели к покорности отложившиеся племена и города.
- 255-ок.239 — Царь Эпира Пирр II. Государством управляла его мать Олимпиада. Этолийцы отобрали у эпиротов Западную Акарнанию.
- 255 — Мир Селевкидов и Египта. Антиох получает некоторые территории.

### 254 до н. э.
- 254 [Полибий. I.38] — Консул Гней Корнелий Сципион Азина (патриций) и Авл Атилий Калатин (2-й раз) (плебей).
- 254 (?) — Тиберий Корунканий первый избран великим понтификом из плебеев. [Т.Ливий, кн.17]
- 254, весна — Всего за 3 месяца римляне соорудили 220 военных судов. Возобновление военных действий в Сицилии.
- 254—243 — Царь Спарты из рода Агидов Леонид II. Много времени провёл при дворах сатрапов, служил Селевку.

### 253 до н. э.
- 253 [Полибий. I.39.1-6] — Консулы Гней Сервилий Цепион (патриций) и Гай Семпроний Блез (плебей). Цензоры Луций Постумий (патриций) и Децим Юний Пера (плебей).
- 253 — Римская экспедиция для разорения берегов Африки. Адмиралы не поверили лоцманам, и флот попал в бурю, погубившую 150 кораблей. Сенат решил не строить новых кораблей.
- 253 — Арат организует переворот в Сикионе. Сикион присоединяется к Ахейскому союзу.

### 252 до н. э.
- 252 [Т.Ливий, кн.18] — Консулы Гай Аврелий Котта (плебей) и Публий Сервилий Гемин (патриций). Цензоры Маний Валерий Максим Мессала (патриций) и Публий Семпроний Соф (плебей). Граждан насчитано 297.797 человек.
- Ок.252 — Селин разрушен карфагенянами. Его жители переселены в Лилибей.
- Конец 250-х годов — Коринф и Халкида ушли из-под власти Антигона. Мир с Египтом.

### 251 до н. э.
- 251 [Т.Ливий, кн.19; Полибий. I.39.7-14] — Консулы Луций Цецилий Метелл (плебей) и Гай Фурий Пацил (патриций).
- 251 (июнь 250) — Победа римлян Метелла под Панормом, римляне впервые справились со слонами и захватили в плен 120 слонов. Карфагеняне вынуждены очистить почти всю Сицилию, кроме Дрепаны и Лилибея. (Сентябрь 250) — Триумф Л. Ц. Метелла, в триумфе проведены 13 вождей и 120 слонов.
- В битве у Панормы (Сицилия) римляне одержали большую победу над войсками Карфагена (I пуническая война)